# Tricalysia fangana
Espèce
Synonymes
- Tricalysia biafrana var. fangana N.Hallé[1]

Tricalysia fangana (N.Hallé) Robbr. est une espèce d'arbustes de la famille des Rubiacées et du genre Tricalysia, assez rare, observée au Gabon, également au Cameroun.